# Kōjirō Shiga
Kōjirō Shiga (jap. 志賀晃次郎 Shiga Kōjirō; ur. 29 sierpnia 1998) – japoński zapaśnik walczący w stylu wolnym.  Zajął siódme miejsce na mistrzostwach świata w 2019. Brązowy medalista mistrzostw Azji w 2019. Czwarty w Pucharze Świata w 2019. Brąz na mistrzostwach Azji juniorów w 2018 roku.